# Presidente de la Generalidad Valenciana
El presidente de la Generalidad Valenciana ostenta la más alta representación de la Comunidad Valenciana, y a su vez es el jefe del Consejo de la Generalidad Valenciana, elegido mediante sufragio indirecto por las Cortes Valencianas y, como tal, representante ordinario del Estado en la Comunidad Valenciana.
Después de la elección, según la normativa del Estatuto de Autonomía de la Comunidad Valenciana y el reglamento de las Cortes, el presidente tiene la potestad de elegir un nuevo consejo del que formen parte los consejeros, que han de prometer o jurar dicho Estatuto y la Constitución para hacerse cargo de las diferentes áreas de gobierno o consejerías. Como más alta representación de la Generalidad Valenciana, le corresponde la convocatoria de las elecciones a las Cortes Valencianas, desde la reforma del Estatuto en 2006.
Desde la reinstauración de la Generalidad Valenciana ha habido siete presidentes de la Generalidad, al que se debe sumar otro, el cual fue presidente del Consejo del País Valenciano, ente preautonómico de la Comunidad Valenciana. El primer presidente fue Enrique Monsonís Domingo, aunque el primero que fue elegido democráticamente por las Cortes Valencianas es Joan Lerma i Blasco. Desde el 15 de julio de 2023, el presidente de la Generalidad es Carlos Mazón, del Partido Popular.
A los presidentes y expresidentes de la Generalidad, les corresponde el tratamiento de «Molt Honorable Senyor», lo cual se traduce en castellano como «Muy Honorable Señor», aunque la fórmula oficial es únicamente en valenciano.

## La institución presidencial
La persona que ostenta el cargo de la Presidencia de la Generalidad, según el Estatuto de Autonomía, dirige la Generalidad Valenciana, coordina la Administración de la comunidad autónoma, designa y separa a los consejeros y ostenta la suprema representación de la Comunidad Valenciana y la ordinaria del Estado en la comunidad. El presidente es elegido por las Cortes Valencianas entre sus miembros y es nombrado por el rey.

### Órganos de apoyo
En la IX legislatura (2015-2019), la Presidencia de la Generalidad Valenciana contaba con el apoyo de cinco órganos superiores, divididos en siete direcciones generales:
- Gabinete del presidente: Arcadi España García.
  - Dirección general de análisis y políticas públicas: vacante.
- Secretaría autonómica de presidencia: Andreu Ferrer Bautistà.
  - Dirección general de relaciones con las Cortes: Antonio Torres Salvador.
  - Dirección general de administración local: Antoni Such Botella.
  - Dirección general de relaciones con la Unión Europea y el Estado: Regina Laguna Micó.
- Secretaría autonómica de comunicación: Lydia del Canto Soriano.
  - Dirección general de relaciones informativas y promoción institucional: Ximo Clemente Nebot.
- Agencia Valenciana de Turismo: Francesc Colomer Sánchez.
  - Dirección general de turismo: vacante.
- Agencia de seguridad y emergencia:[10] José María Ángel Batalla.
- Dirección general de la abogacía de la Generalidad: María José Rodríguez Blasco.
- Subsecretariado: Emili Josep Sampío Morales.

En la XI legistatura (2023-) la estructura organizativa de apoyo es la siguiente:
- Subsecretario: Joaquín Vañó Gironés
- Secretario autonómico de Relaciones Institucionales y Transparencia: Santiago Lumbreras Peláez 
  - Director general de Relaciones con Les Corts: Jorge Bellver Casaña
  - Director general de Transparencia y Participación: José Salvador Tárrega Cervera
  - Directora general de Organización, Coordinación y Relaciones Institucionales: Mª Jesús García Frigols
  - Directora general de la Oficina de Prensa de la Presidencia: Mª Teresa Gómez Noguera
  - Delegada del Consell en Alicante; Agustina Esteve Huertas
  - Delegada del Consell en Castellón: Susana Fabregat Carrasquer
  - Director general de Deporte: Luis Cervera Torres
- Secretario autonómico del Gabinete del President y Comunicación: José Manuel Cuenca Ais 
  - Directora general de la Secretaría del Gabinete del President: Pilar Montes Torregrosa
  - Director general de Comunicación y Promoción Institucional: Francisco Daniel González Pérez
  - Director general de Proyectos Estratégicos: José Luís Díez Climent
- Secretario autonómico de Presidencia: Cayetano García Ramírez 
  - Dirección general de Coordinación de la Acción del Gobierno
  - Director general de Administración Local: José Antonio Redorat Fresquet
  - Director general de Simplificación Administrativa Francisco Ortega Albero
- Secretario autonómico de Representación ante la Unión Europea y las Comunidades Autónomas: Pablo Gustavo Broseta Dupré 
  - Directora general de Representación ante la Unión Europea y las Comunidades Autónomas: Raquel Aguado Muñoz
- Abogado General de la Generalitat: Álvaro Martínez Ávila
  - Directora general de la Abogacía General: Inés Sánchez Lázaro

## Elección y nombramiento
Según el Estatuto de autonomía de la Comunidad Valenciana y la Ley 5/1983, de 30 de diciembre, del Consejo de la Generalidad Valenciana, el presidente de la Generalidad será elegido por las Cortes Valencianas de entre sus miembros y nombrado por el rey, cayendo la facultad de presentar candidatos a los grupos parlamentarios.
Después de cada renovación de las Cortes Valencianas, y en los otros casos en los que así proceda, el presidente de las Cortes Valencianas, previa consulta con los representantes designados por los grupos políticos con representación parlamentaria, propondrá un candidato a la Presidencia de la Generalidad, dando prioridad a aquel que en las consultas realizadas haya obtenido mayor apoyo por parte de los grupos políticos. El candidato propuesto expondrá ante las Cortes Valencianas el programa político de gobierno del Consejo de la Generalidad que pretende formar y solicitará la confianza de la Cámara.
Para la elección hace falta la mayoría absoluta de los miembros de derecho de las Cortes Valencianas en primera votación, aunque si no se logra esta mayoría, la votación se repetirá cuarenta y ocho horas después y será suficiente la mayoría simple para ser elegido. Si efectuadas las mencionadas votaciones no se otorgara la confianza para la investidura, se tramitarán sucesivas propuestas en la forma que se ha descrito anteriormente, atendiendo al resto de los candidatos presentados y a los criterios antes citados. El presidente de las Cortes Valencianas podrá, en su caso, retomar la ronda de consultas. Si transcurrido el plazo de dos meses, a partir de la primera votación de investidura, ningún candidato obtuviera la confianza de las Cortes Valencianas, el presidente de las Cortes, por acuerdo de la Mesa, disolverá la Cámara y el presidente de la Generalidad en funciones convocará nuevas elecciones.
Una vez elegido el presidente de la Generalidad por la mayoría de los miembros de las Cortes Valencianas, el presidente de las Cortes lo comunicará al rey, para que su nombramiento se pueda publicar en el Boletín Oficial del Estado y en el Diario Oficial de la Comunidad Valenciana en el plazo de diez días, momento en el que comenzará a ejercer sus funciones.
En la primera sesión de las Cortes que se celebre tras su nombramiento por el rey el presidente de la Generalidad efectuará una «Proposición» de su programa de gobierno sin que el mismo sea objeto de debate, así como también deberá prometer o jurar acatar la Constitución y el Estatuto de Autonomía de la Comunidad Valenciana, para ello utilizará la fórmula, pronunciada en valenciano, que estipula el reglamento de las Cortes Valencianas, la cual dice así:

Forma oficial:
Jo (nom complet) jure (o promet) que aitant com tindré el càrrec de President de la Generalitat acataré la Constitució i l'Estatut d'Autonomia, sense engany i guardaré fidelitat a la Generalitat Valenciana.
Traducción:
Yo (nombre completo) juro (o prometo) que en cuanto tenga el cargo de presidente de la Generalidad acataré la Constitución y el Estatuto de Autonomía, sin engaño y guardaré fidelidad a la Generalidad Valenciana.
Artículo 6, Título I del Reglamento de las Cortes Valencianas.

## Moción de censura y cuestión de confianza
El presidente de la Generalidad, previa deliberación del Consejo, puede plantear ante las Cortes Valencianas la cuestión de confianza sobre su programa, una decisión política o un proyecto de ley, conforme se establece en el Estatuto de Autonomía. Si las Cortes negaran su confianza, el presidente de la Generalidad deberá presentar su dimisión, y el presidente de las Cortes Valencianas, en el plazo máximo de quince días, convocará la sesión plenaria para la elección del nuevo presidente de la Generalidad.
Del mismo modo, las Cortes Valencianas pueden exigir la responsabilidad política del presidente de la Generalidad mediante la adopción de una moción de censura, conforme a lo dispuesto en el Estatuto de Autonomía. La moción de censura deberá ser propuesta, al menos, por la quinta parte de los diputados de las Cortes, mediante escrito dirigido a la Mesa de las Cortes, y deberá incluir un candidato a la Presidencia de la Generalidad, con la aceptación expresa del candidato propuesto. El debate se iniciará por la defensa de la moción de censura que, por un tiempo máximo de 30 minutos, efectúe uno de los diputados o diputadas firmantes de la misma. A continuación, y por un tiempo máximo de 90 minutos, podrá intervenir el candidato propuesto para la Presidencia de la Generalidad en la moción, a efectos de exponer el programa político del Consejo que pretende formar. La moción de censura será sometida a votación a la hora que, previamente, haya sido anunciada por el presidente de las Cortes, y para su aprobación se requerirá, en todo caso, el voto favorable de la mayoría absoluta de los miembros de las Cortes.
Sí la cámara aprueba la moción de censura, el candidato incluido en la misma se entenderá investido de la confianza de la cámara, comunicándolo presidente de las Cortes al rey a los efectos del nombramiento. Pero, si la moción de censura no fuera aprobada, sus signatarios no podrán presentar otra durante el mismo período de sesiones.

## Poderes y deberes

El estandarte de la Generalidad se puede usar como guion presidencial.

Según el Estatuto de autonomía de la Comunidad Valenciana el presidente de la Generalidad, que también lo es del Consejo de la Generalidad, dirige la acción del Consejo, coordina sus funciones y ostenta la más alta representación de la Comunidad Valenciana, así como la ordinaria del Estado en ésta. El presidente es responsable políticamente ante las Cortes Valencianas, ya que estas pueden exigir la responsabilidad del Consejo por medio de la adopción por mayoría absoluta de la moción de censura, propuesta como mínimo por la quinta parte de los diputados y diputadas y que deberá incluir un candidato a la Presidencia.
Tras la reforma del Estatuto de Autonomía en el año 2006 el presidente de la Generalidad, con el acuerdo previo del Consejo, podrá ordenar mediante Decreto la disolución de las Cortes Valencianas, excepto cuando se encuentre en tramitación una moción de censura que reúna los requisitos exigidos en el Reglamento de las Cortes Valencianas. Y también podrá proponer, de acuerdo con lo que determine la legislación del Estado, la celebración de consultas populares en el ámbito de la Comunidad Valenciana, sobre cuestiones de interés general en materias autonómicas o locales.
Según la ley de regulación de los símbolos de la Comunidad Valenciana y su utilización, el presidente de la Generalidad, podrá utilizar el Estandarte de la Generalidad Valenciana como guion para su asistencia a los actos oficiales. El Estandarte de la Generalidad Valenciana está constituido por el Escudo de la Comunidad Valenciana, sobre fondo carmesí tradicional ribeteado de oro.

### Atribuciones del presidente

#### Como más alto representante de la Comunidad

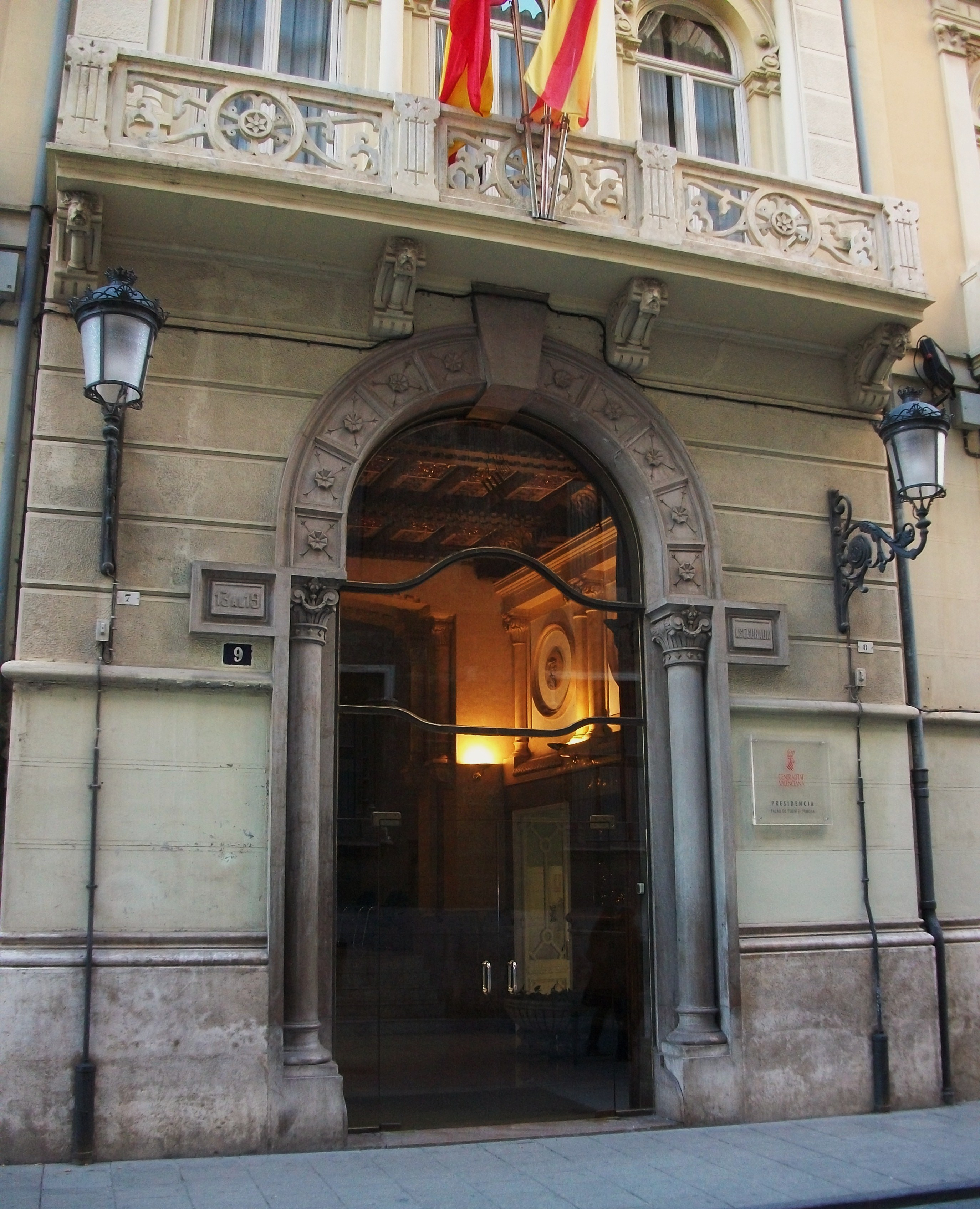
Palacio de Fuentehermosa, sede de la presidencia de la Generalidad Valenciana.

Al presidente de la Generalidad, como más alto representante de la Comunidad Valenciana, le corresponden las siguientes funciones:
- La representación legal de la Comunidad Valenciana, sin perjuicio de las facultades conferidas por las normas a otros órganos de la Generalidad.
- Mantener las relaciones con las otras Instituciones del Estado, sin perjuicio de las facultades atribuidas al respecto a los consejeros.
- Firmar los convenios y acuerdos de cooperación con la Administración del Estado y las demás comunidades autónomas.
- Nombrar los altos cargos de la Comunidad Valenciana que las leyes determinen.
- Solicitar de las Cortes Generales, previo acuerdo de las Cortes Valencianas, la facultad de dictar normas legislativas en materias de competencia estatal, de conformidad con la Constitución y el Estatuto de Autonomía de la Comunidad Valenciana.
- Solicitar de la Administración del Estado, previo acuerdo del Consejo, la transferencia o delegación de competencias previstas en el Estatuto de Autonomía de la Comunidad Valenciana.
- Fomentar las peculiaridades del pueblo valenciano y solicitar la participación de los valencianos en la vida política, económica, cultural y social.
- Designar representante de la Comunidad Valenciana en el Patronato del Archivo de la Corona de Aragón.
- Representar a la Comunidad Valenciana en el Comité de las Regiones de la Unión Europea, de conformidad con lo previsto en el Estatuto de Autonomía.

También le corresponde al presidente de la Generalidad, en su condición de representante ordinario del Estado en la Comunidad Valenciana, promulgar, en nombre del rey, las Leyes de la Generalidad y disponer lo necesario para su publicación en el Diario Oficial de la Comunidad Valenciana y en el Boletín Oficial del Estado.

#### Como Jefe del Consejo de la Generalidad

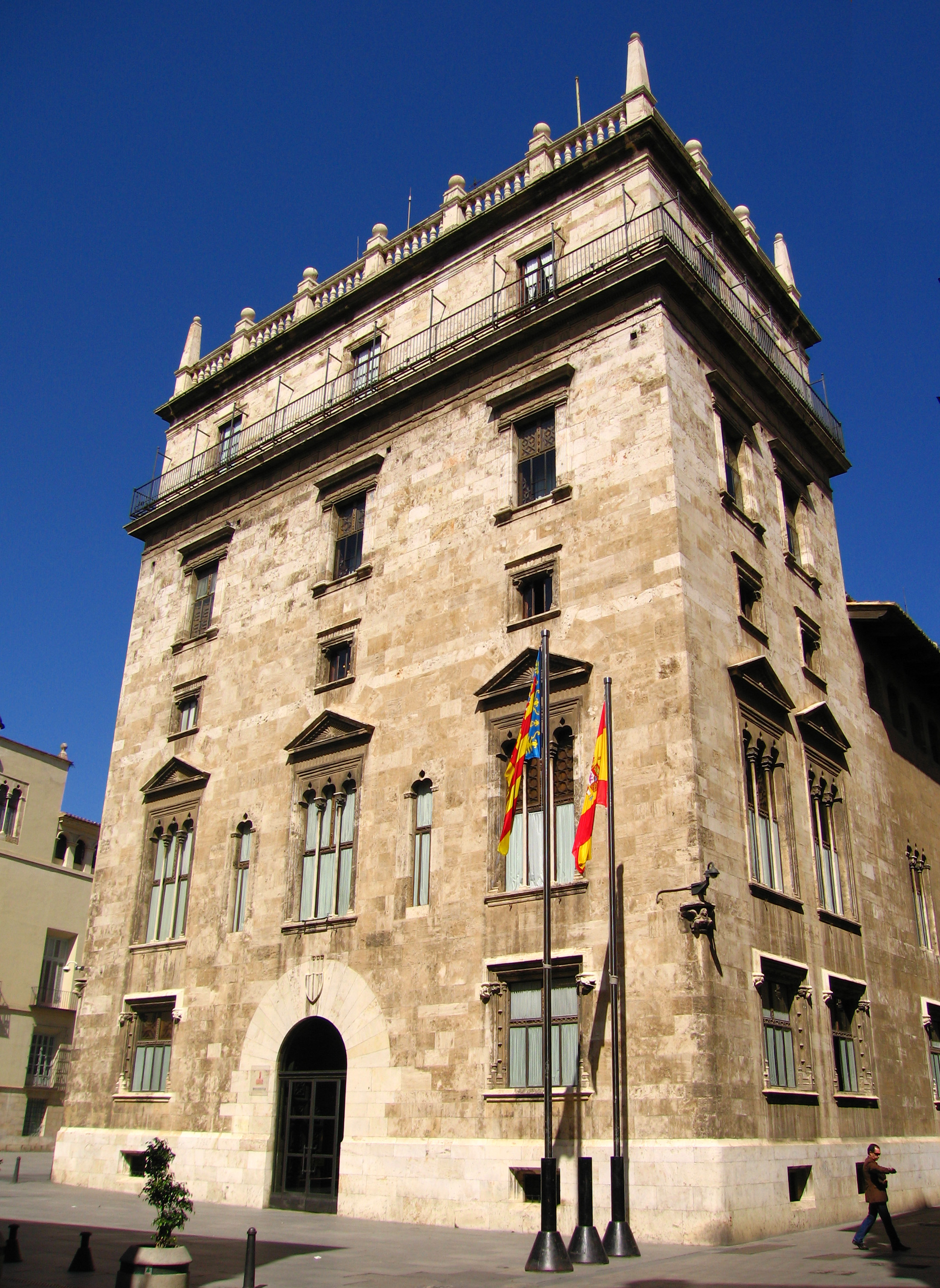
Palacio de la Generalidad Valenciana, sede del Consejo de la Generalidad.

Como Jefe del Consejo de la Generalidad el presidente dirige y coordina las acciones del Consejo, sin perjuicio de las atribuciones y responsabilidad de cada consejero en su gestión, correspondiéndole de este modo las siguientes funciones:
- Establecer las directrices generales de la acción del Consejo.
- Crear, modificar y suprimir las Consejerías y las Secretarías Autonómicas.
- Nombrar y separar a los vicepresidentes y consejeros.
- Convocar al Consejo, fijar el orden del día, presidir sus reuniones, dirigir sus deliberaciones y levantar sus sesiones.
- Nombrar representantes del Consejo en las instituciones y entidades que legalmente corresponda.
- Coordinar el programa legislativo del Consejo.
- Firmar los decretos del Consejo.
- Coordinar la ejecución de los acuerdos del Consejo.
- Resolver la sustitución de los miembros del Consejo en los casos de ausencia o enfermedad.
- Resolver los conflictos de atribuciones entre las distintas Consejerías.
- Impartir instrucciones a los miembros del Consejo.
- Previa deliberación del Consejo, plantear ante las Cortes Valencianas, en escrito motivado, la cuestión de confianza sobre su programa, una decisión política o un proyecto de ley, conforme se establece en el Estatuto de Autonomía.

El presidente de la Generalidad podrá asignarse aquellas materias que considere oportuno, pudiendo disponer de la estructura orgánica adecuada para el desarrollo de sus funciones. En el supuesto de que el presidente nombre vicepresidente o vicepresidentes del Consejo sin Consejería asignada o consejeros sin cartera, estos se integrarán en la estructura de la Presidencia, pudiéndoles ser adscritas las Secretarías Autonómicas y centros directivos que se consideren oportunos para llevar a cabo sus funciones.

### Responsabilidad penal y civil

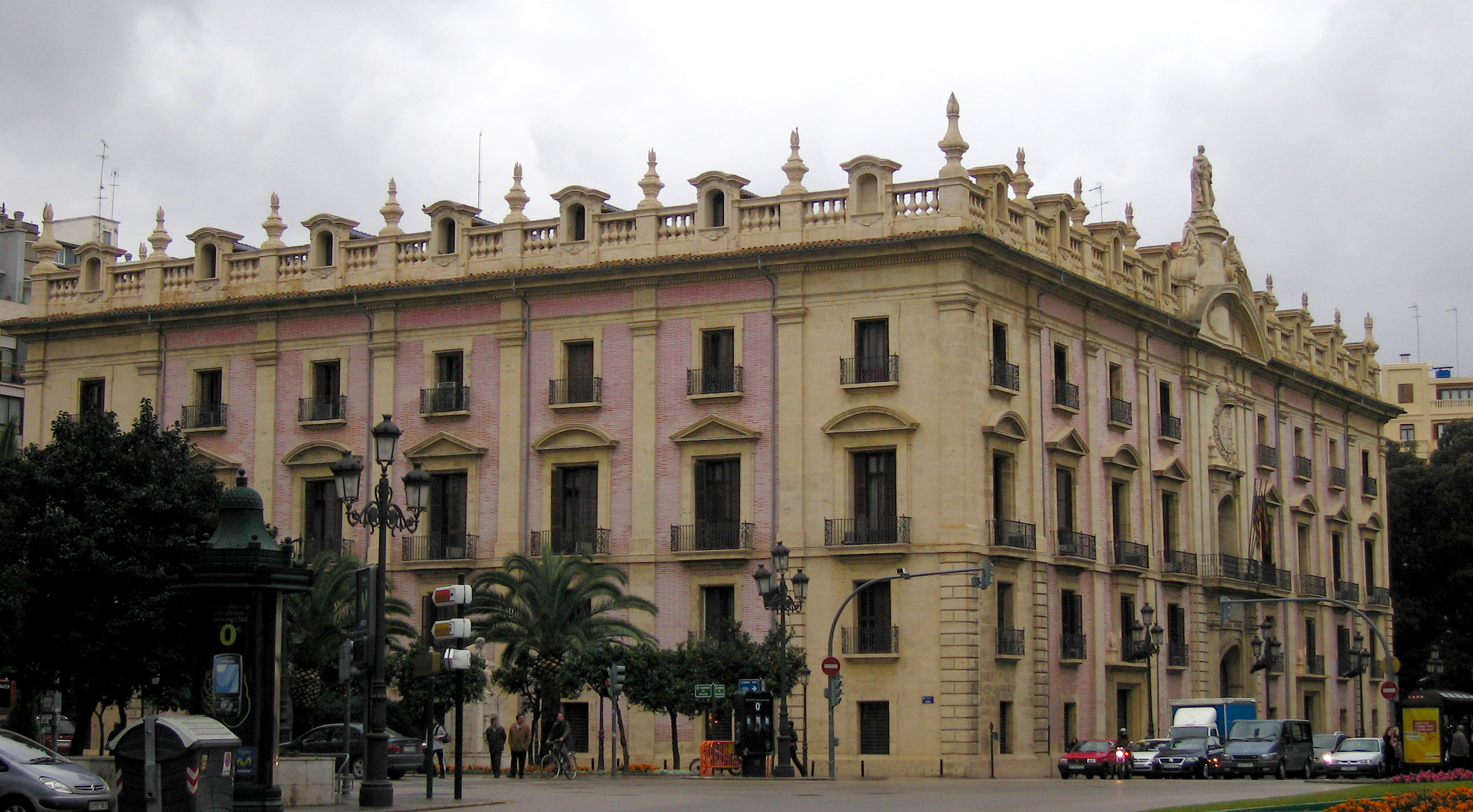
Edificio de la antigua aduana de Valencia y posterior fábrica de tabacos, actual sede del TSJCV.

La responsabilidad penal y civil del presidente se dará en los mismos términos que para los diputados, es decir, gozará, aun después de haber cesado en su mandato, de inviolabilidad por las opiniones manifestadas y por los votos emitidos en el ejercicio de sus funciones.
Además de esto, durante su mandato no podrá ser detenido ni retenido por actos delictivos realizados en el territorio de la Comunidad Valenciana, sino en caso de flagrante delito, correspondiendo decidir en todo caso sobre su inculpación, prisión, procesamiento, en su caso, y juicio al Tribunal Superior de Justicia de la Comunidad Valenciana (TSJCV). Fuera del territorio valenciano la responsabilidad penal será exigible, en los mismos términos, ante la Sala de lo Penal del Tribunal Supremo.
Igualmente, gozará de aforamiento en materia de responsabilidad civil por actos cometidos y opiniones emitidas en el ejercicio de su cargo.

## Postpresidencia
La Generalidad Valenciana cuenta con un Estatuto para los expresidentes de la Generalidad, mediante el cual se pretende reconocer el papel que corresponde a las personas que han servido a la Comunidad Valenciana como titulares de la más alta magistratura de la Generalidad de acuerdo con el Estatuto de autonomía de la Comunidad Valenciana, y coherentemente con ello, regula el estatus de quienes han ostentado tan altas responsabilidades. Se pretende así garantizar que los expresidentes de la Generalidad puedan atender sus necesidades de presencia social de acuerdo con la dignidad y el decoro de las altas funciones ejercidas.

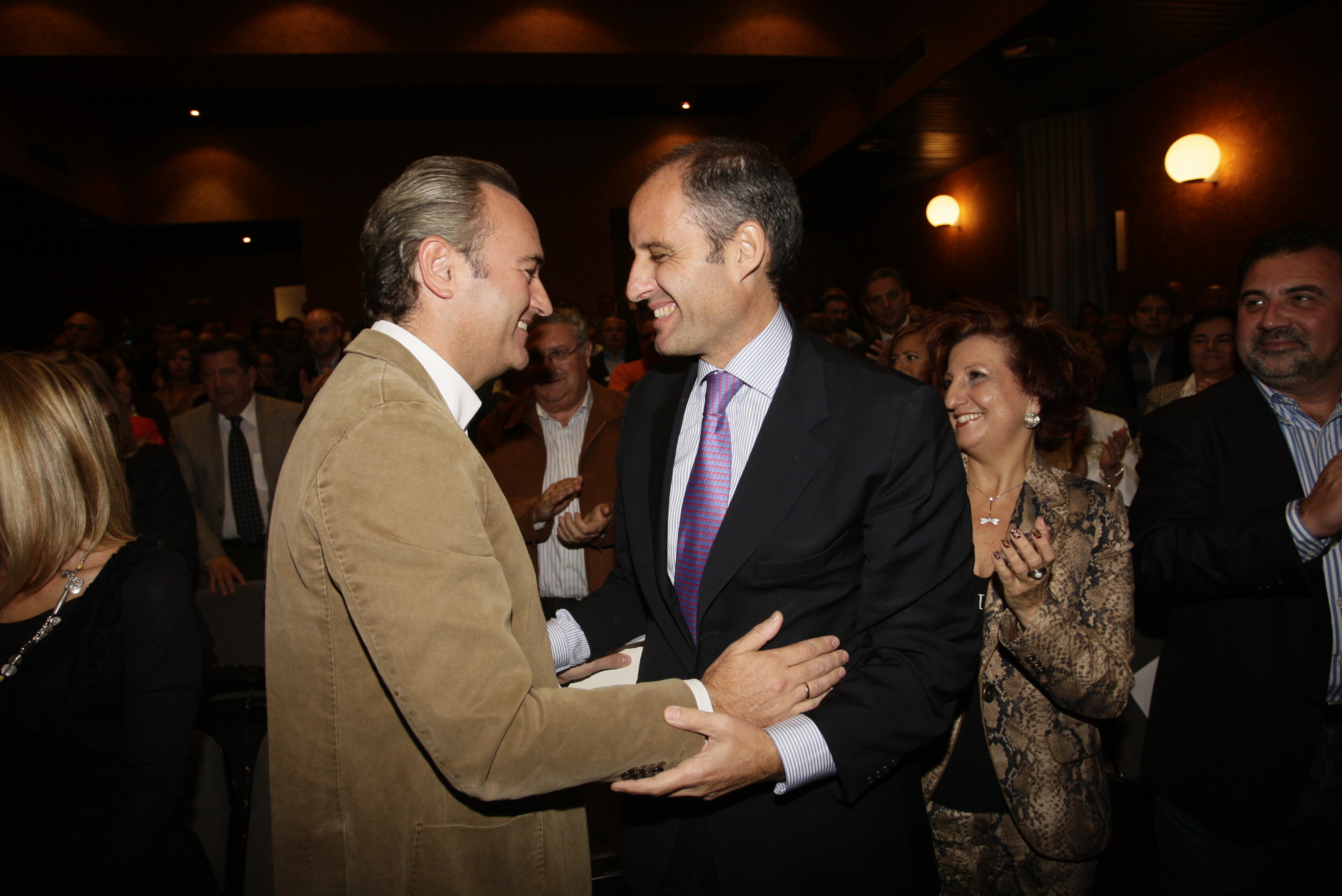
Alberto Fabra y Francisco Camps, dos presidentes de la Generalidad Valenciana.

No estando contemplado el estatuto de los expresidentes de la Generalidad Valenciana en la Ley 5/1983, del Consejo de la Generalidad Valenciana, se consideraba conveniente su regulación, del mismo modo que se había hecho en otras comunidades. De este modo, en el año 2002 se aprobó la Ley 6/2002, del Estatuto de los expresidentes de la Generalidad Valenciana, mediante el cual los expresidentes de la Generalidad tendrán tratamiento vitalicio de Molt Honorable Senyor/a y ocuparán el lugar protocolario que les corresponda según la normativa vigente. Mediante esta ley, el Consejo de la Generalidad pondrá a disposición de los expresidentes de la Generalidad los medios necesarios para el sostenimiento de una oficina de apoyo, y también adoptará las actuaciones que sean precisas para preservar la seguridad personal de los expresidentes, dotándoles de los servicios de seguridad que se consideren necesarios.
Junto a esto, los expresidentes de la Generalidad serán miembros natos del Consejo Jurídico Consultivo de la Comunidad Valenciana durante un plazo de quince años, cuando hayan ejercido el cargo de presidente por un periodo igual o superior a una legislatura completa. En los restantes casos, serán miembros natos del Consejo Jurídico Consultivo de la Comunidad Valenciana por un periodo igual al tiempo que hayan ejercido el cargo de presidente, con un mínimo de dos años.
Este reconocimiento únicamente está reservado a aquellos presidentes elegidos por las Cortes Valencianas, en la forma establecida en el Estatuto de autonomía de la Comunidad Valenciana, desde su primera legislatura.

## Antecedente histórico: el Comité Ejecutivo Popular de Valencia
Fue una entidad revolucionaria creada en julio de 1936, durante la guerra civil española. Tenía sede en el Palacio de la Generalidad Valenciana, en la ciudad de Valencia, y abarcaba la mayor parte de la provincia de Valencia y parte de las de Castellón y Alicante.
- Presidentes:
  - Ernesto Arín Prado (independiente, militar). Nombramiento: 8 de agosto de 1936. Cese: 28 de septiembre de 1936.
  - Ricardo Zabalza Elorga (PSOE). Nombramiento: 28 de septiembre de 1936. Cese: 8 de enero de 1937.

## Listado de presidentes
Antes de la aprobación del Estatuto de Autonomía de la Comunidad Valenciana de 1982, se instauró el Plenario de Parlamentarios del País Valenciano, el cual estaba formado por los senadores y diputados valencianos de las Cortes Generales. Este plenario era el responsable de elegir al Consejo Preautonómico del País Valenciano, cuyo primer presidente fue Josep Lluís Albiñana. Las tensiones surgidas durante la batalla de Valencia hicieron que el PSPV-PSOE, con mayoría en ambas instituciones, abandonase el Consejo en diciembre de 1979, provocando la dimisión de Albiñana. Entre 1979 y 1982 el presidente fue Enrique Monsonís, de UCD, en cuyo mandato se aprobó el Estatuto, por lo que se le considera primer presidente de la Generalidad Valenciana, hecho ratificado por una sentencia del Tribunal Superior de Justicia de la Comunidad Valenciana (TSJCV). Con la celebración de las elecciones generales españolas de 1982, el PSOE ganó las elecciones y Monsonís fue substituido por Joan Lerma, quién después de las elecciones a las Cortes Valencianas de 1983 sería el primer presidente de la Generalidad designado por las Cortes Valencianas.
La Comunidad Valenciana ha tenido desde la aprobación de su Estatuto de Autonomía siete presidentes, de los cuales todos excepto Enrique Monsonís, y Joan Lerma en su primer gobierno, fueron designados por las Cortes Valencianas tras la celebración de unas elecciones autonómicas o por la dimisión de su antecesor. Las Cortes Valencianas han investido por mayoría absoluta a todos los presidentes elegidos por ellas, aunque en cinco ocasiones (Joan Lerma en 1987, Eduardo Zaplana en 1995, Ximo Puig en 2015 y 2019, y Carlos Mazón en 2023) los candidatos tuvieron que contar con el apoyo de otras fuerzas políticas además de las suyas.
| Legislatura   | Gobierno            | Presidente de la Generalidad Valenciana | Presidente de la Generalidad Valenciana | Presidente de la Generalidad Valenciana                                                              | Inicio del mandato            | Fin del mandato                   | Notas     |
| ------------- | ------------------- | --------------------------------------- | --------------------------------------- | --- | ----------------------------- | --------------------------------- | --------- |
| Preautonómica | Albiñana            | 1.°                                     |                                         | Josep Lluís Albiñana Presidente del Consejo del País Valenciano Diputado en el Congreso por Valencia | 10 de abril de 1978           | 22 de diciembre de 1979 (dimitió) | Ver notas |
| Preautonómica | Monsonís I          | 2.°                                     |                                         | Enrique Monsonís Presidente del Consejo del País Valenciano Diputado en el Congreso por Castellón    | 22 de diciembre de 1979       | 10 de agosto de 1982              | Ver notas |
| Transitoria   | Monsonís II Lerma I | 1.°                                     | 11 de agosto de 1982                    | Enrique Monsonís Presidente del Consejo del País Valenciano Diputado en el Congreso por Castellón    | 24 de noviembre de 1982       |                                   | Ver notas |
| Transitoria   | Monsonís II Lerma I | 2.°                                     |                                         | Joan Lerma Diputado por Valencia                                                                     | 26 de noviembre de 1982       | 28 de junio de 1983               | Ver notas |
| I (1983)      | Lerma II            | 2.°                                     | 28 de junio de 1983                     | Joan Lerma Diputado por Valencia                                                                     | 27 de julio de 1987           |                                   | Ver notas |
| II (1987)     | Lerma III           | 2.°                                     | 27 de julio de 1987                     | Joan Lerma Diputado por Valencia                                                                     | 15 de julio de 1991           |                                   | Ver notas |
| III (1991)    | Lerma IV            | 2.°                                     | 15 de julio de 1991                     | Joan Lerma Diputado por Valencia                                                                     | 4 de julio de 1995            |                                   | Ver notas |
| IV (1995)     | Zaplana I           | 3.°                                     |                                         | Eduardo Zaplana Diputado por Valencia                                                                | 4 de julio de 1995            | 21 de julio de 1999               | Ver notas |
| V (1999)      | Zaplana II Olivas   | 3.°                                     | 21 de julio de 1999                     | Eduardo Zaplana Diputado por Valencia                                                                | 10 de julio de 2002 (dimitió) |                                   | Ver notas |
| V (1999)      | Zaplana II Olivas   | 4.°                                     |                                         | José Luis Olivas Diputado por Valencia                                                               | 10 de julio de 2002           | 20 de junio de 2003               | Ver notas |
| VI (2003)     | Camps I             | 5.°                                     |                                         | Francisco Camps Diputado por Valencia                                                                | 20 de junio de 2003           | 27 de junio de 2007               | Ver notas |
| VII (2007)    | Camps II            | 5.°                                     | 27 de junio de 2007                     | Francisco Camps Diputado por Valencia                                                                | 21 de junio de 2011           |                                   | Ver notas |
| VIII (2011)   | Camps III Fabra     | 5.°                                     | 21 de junio de 2011                     | Francisco Camps Diputado por Valencia                                                                | 28 de julio de 2011 (dimitió) |                                   | Ver notas |
| VIII (2011)   | Camps III Fabra     | 6.°                                     |                                         | Alberto Fabra Diputado por Castellón                                                                 | 28 de julio de 2011           | 26 de junio de 2015               | Ver notas |
| IX (2015)     | Botànic I           | 7.°                                     |                                         | Ximo Puig Diputado por Castellón                                                                     | 28 de junio de 2015           | 16 de junio de 2019               | Ver notas |
| X (2019)      | Botànic II          | 7.°                                     | 16 de junio de 2019                     | Ximo Puig Diputado por Castellón                                                                     | 17 de julio de 2023           |                                   | Ver notas |
| XI (2023)     | (hasta 2024) Mazón  | 8.°                                     |                                         | Carlos Mazón Diputado por Alicante                                                                   | 17 de julio de 2023           | En el cargo                       |           |